# Szukszuni járás

A Szukszuni járás a Permi határterületen

A Szukszuni járás (oroszul Суксунский район) Oroszország egyik járása a Permi határterületen. Székhelye Szukszun.

## Népesség
- 1989-ben 23 654 lakosa volt.
- 2002-ben 21 925 lakosa volt, melynek 83,4%-a orosz, 8%-a tatár, 6,9%-a mari nemzetiségű.
- 2010-ben 20 099 lakosa volt, melyből 16 734 orosz, 1 543 tatár, 1 275 mari stb.